# Lista de vencedores do Heisman Trophy
O Troféu Heisman, é o maior prêmio dado no college football, foi dado 75 vezes desde sua criação em 1935, incluindo 74 vencedores diferentes e um que ganhou duas vezes. O troféu é dado ao melhor jogador universitário dos Estados Unidos, sendo apresentado no PlayStation Theater em New York City.

## Vencedores

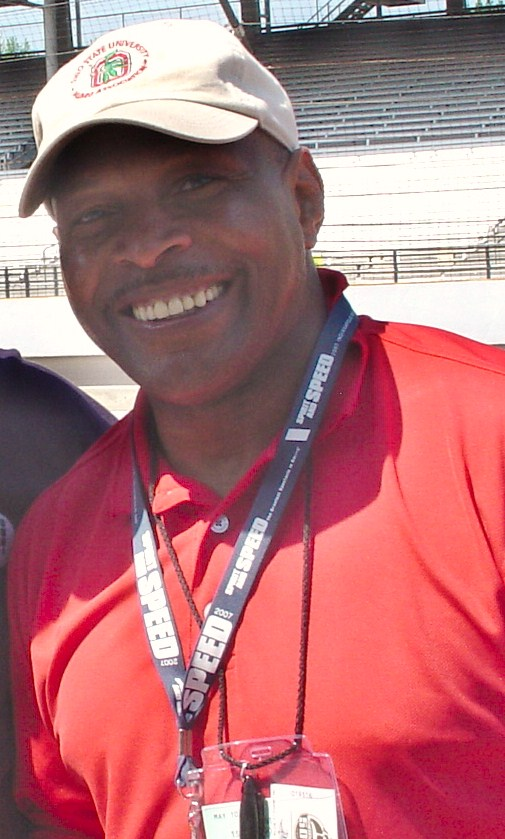
Archie Griffin é o único a vencer o prêmio Heisman duas vezes.

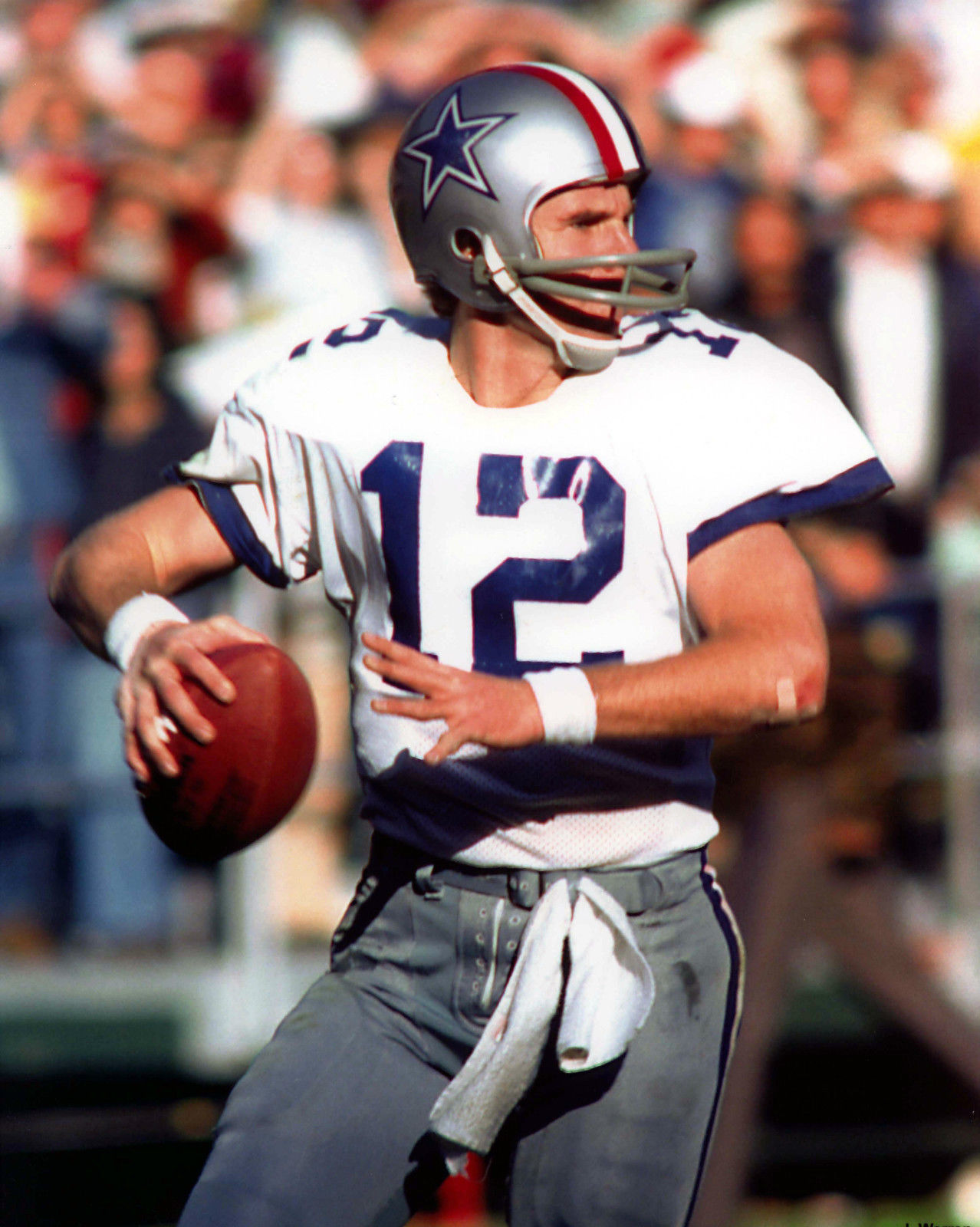
Roger Staubach é um dos grandes vencedores do Heisman.

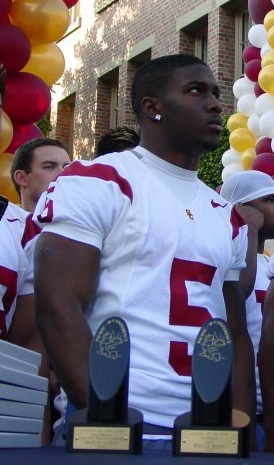
O running back de USC Reggie Bush venceu o Heisman em 2005, mas abdicou do prêmio em 2010 em meio a polêmicas. Em 2024, seu prêmio foi restaurado a ele.

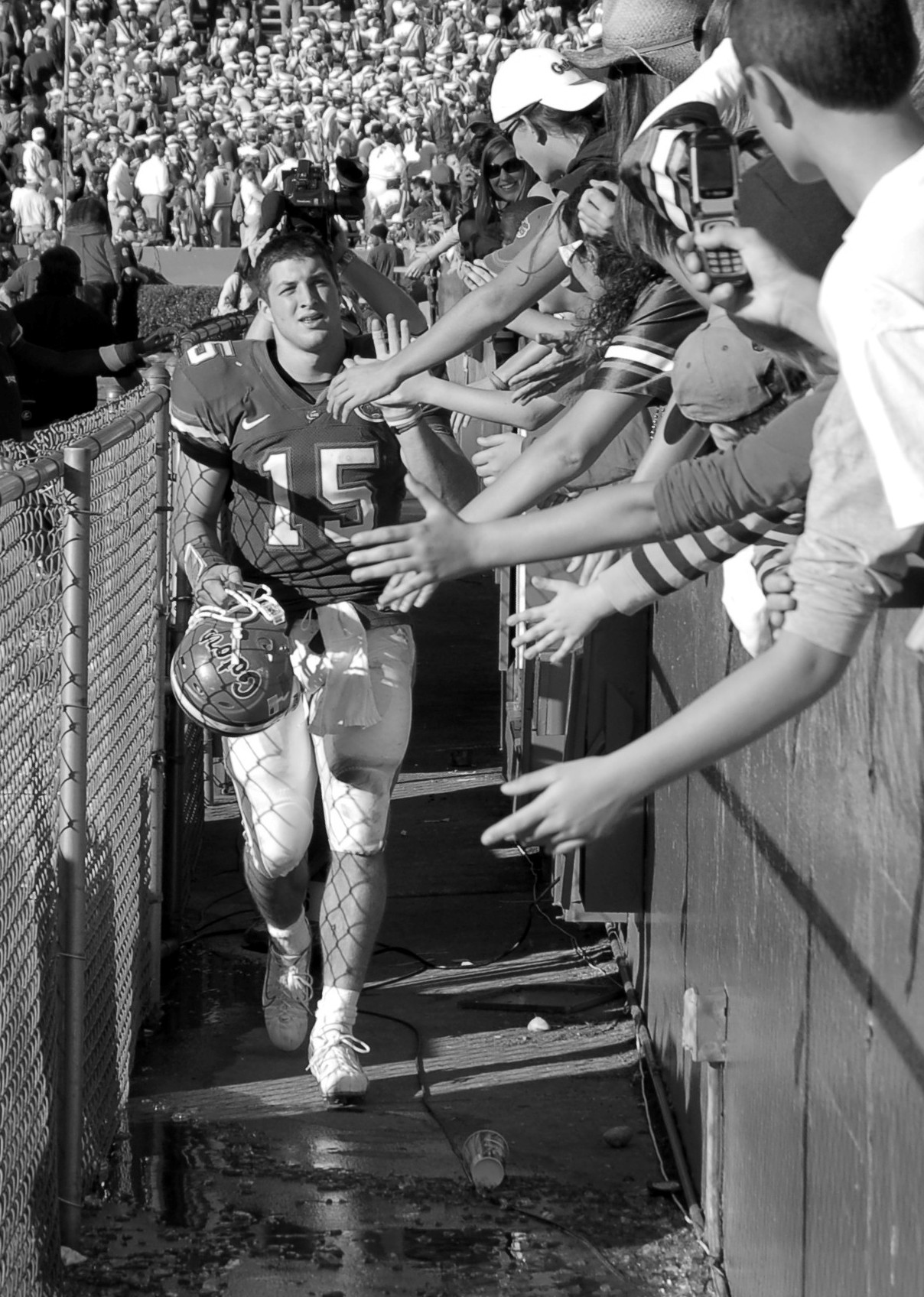
Tim Tebow foi o primerio segundo-anista a ganhar o Heisman.

| NFL Draft Selecionado na 1ª rodada * | Aceito no Pro Football Hall of Fame^ | Selecionado em ambos *^ |

| Ano  | Vencedor           | Faculdade      | Posição                                     | Pontos |
| ---- | ------------------ | -------------- | ------------------------------------------- | ------ |
| 1935 | Jay Berwanger*     | Chicago        | Halfback                                    | 00 84  |
| 1936 | Larry Kelley       | Yale           | End                                         | 0 219  |
| 1937 | Clint Frank        | Yale           | Halfback                                    | 0 524  |
| 1938 | Davey O'Brien      | TCU            | Quarterback                                 | 0 519  |
| 1939 | Nile Kinnick       | Iowa           | Halfback                                    | 0 651  |
| 1940 | Tom Harmon         | Michigan       | Halfback                                    | 1 303  |
| 1941 | Bruce Smith        | Minnesota      | Halfback                                    | 0 554  |
| 1942 | Frank Sinkwich*    | Georgia        | Halfback                                    | 1 059  |
| 1943 | Angelo Bertelli*   | Notre Dame     | Quarterback                                 | 0 648  |
| 1944 | Les Horvath        | Ohio State     | Quarterback/Halfback                        | 0 412  |
| 1945 | Doc Blanchard      | Army           | Fullback                                    | 0 860  |
| 1946 | Glenn Davis        | Army           | Halfback                                    | 0 792  |
| 1947 | Johnny Lujack      | Notre Dame     | Quarterback                                 | 0 742  |
| 1948 | Doak Walker^       | SMU            | Halfback                                    | 0 778  |
| 1949 | Leon Hart*         | Notre Dame     | End                                         | 0 995  |
| 1950 | Vic Janowicz       | Ohio State     | Halfback/Punter                             | 0 633  |
| 1951 | Dick Kazmaier      | Princeton      | Halfback                                    | 1 777  |
| 1952 | Billy Vessels      | Oklahoma       | Halfback                                    | 0 525  |
| 1953 | Johnny Lattner     | Notre Dame     | Halfback                                    | 1 850  |
| 1954 | Alan Ameche        | Wisconsin      | Fullback                                    | 1 068  |
| 1955 | Howard Cassady     | Ohio State     | Halfback                                    | 2 219  |
| 1956 | Paul Hornung*^     | Notre Dame     | Quarterback                                 | 1 066  |
| 1957 | John David Crow    | Texas A&M      | Halfback                                    | 1 183  |
| 1958 | Pete Dawkins       | Army           | Halfback                                    | 1 394  |
| 1959 | Billy Cannon*      | LSU            | Halfback                                    | 1 929  |
| 1960 | Joe Bellino        | Navy           | Halfback                                    | 1 793  |
| 1961 | Ernie Davis*       | Syracuse       | Halfback/Linebacker/Fullback                | 0 824  |
| 1962 | Terry Baker*       | Oregon State   | Quarterback                                 | 0 707  |
| 1963 | Roger Staubach^    | Navy           | Quarterback                                 | 1 860  |
| 1964 | John Huarte        | Notre Dame     | Quarterback                                 | 1 026  |
| 1965 | Mike Garrett       | USC            | Halfback                                    | 0 926  |
| 1966 | Steve Spurrier     | Florida        | Quarterback                                 | 1 679  |
| 1967 | Gary Beban         | UCLA           | Quarterback                                 | 1 968  |
| 1968 | O.J. Simpson*^     | USC            | Halfback                                    | 2 853  |
| 1969 | Steve Owens        | Oklahoma       | Fullback                                    | 1 488  |
| 1970 | Jim Plunkett*      | Stanford       | Quarterback                                 | 2 229  |
| 1971 | Pat Sullivan       | Auburn         | Quarterback                                 | 1 597  |
| 1972 | Johnny Rodgers     | Nebraska       | running back                                | 1 310  |
| 1973 | John Cappelletti   | Penn State     | running back                                | 1 057  |
| 1974 | Archie Griffin     | Ohio State     | running back                                | 1 920  |
| 1975 | Archie Griffin     | Ohio State     | running back                                | 1 800  |
| 1976 | Tony Dorsett^      | Pittsburgh     | running back                                | 2 357  |
| 1977 | Earl Campbell*^    | Texas          | running back                                | 1 547  |
| 1978 | Billy Sims*        | Oklahoma       | running back                                | 0 827  |
| 1979 | Charles White      | USC            | running back                                | 1 695  |
| 1980 | George Rogers*     | South Carolina | running back                                | 1 128  |
| 1981 | Marcus Allen^      | USC            | running back                                | 1 797  |
| 1982 | Herschel Walker    | Georgia        | running back                                | 1 926  |
| 1983 | Mike Rozier        | Nebraska       | running back                                | 1 801  |
| 1984 | Doug Flutie        | Boston College | Quarterback                                 | 2 240  |
| 1985 | Bo Jackson*        | Auburn         | running back                                | 1 509  |
| 1986 | Vinny Testaverde*  | Miami          | Quarterback                                 | 2 213  |
| 1987 | Tim Brown          | Notre Dame     | Wide Receiver                               | 1 442  |
| 1988 | Barry Sanders^     | Oklahoma State | running back                                | 1 878  |
| 1989 | Andre Ware         | Houston        | Quarterback                                 | 1 073  |
| 1990 | Ty Detmer          | BYU            | Quarterback                                 | 1 482  |
| 1991 | Desmond Howard     | Michigan       | Wide Receiver                               | 2 077  |
| 1992 | Gino Torretta      | Miami          | Quarterback                                 | 1 400  |
| 1993 | Charlie Ward       | Florida State  | Quarterback                                 | 1 743  |
| 1994 | Rashaan Salaam     | Colorado       | Running back                                | 1 743  |
| 1995 | Eddie George       | Ohio State     | Running back                                | 1 460  |
| 1996 | Danny Wuerffel     | Florida        | Quarterback                                 | 1 363  |
| 1997 | Charles Woodson    | Michigan       | Cornerback/Wide Receiver/retornador de Punt | 1 815  |
| 1998 | Ricky Williams     | Texas          | Running back                                | 2 355  |
| 1999 | Ron Dayne          | Wisconsin      | Running Back                                | 2 042  |
| 2000 | Chris Weinke       | Florida State  | Quarterback                                 | 1 628  |
| 2001 | Eric Crouch        | Nebraska       | Quarterback                                 | 0 770  |
| 2002 | Carson Palmer*     | USC            | Quarterback                                 | 1 328  |
| 2003 | Jason White        | Oklahoma       | Quarterback                                 | 1 481  |
| 2004 | Matt Leinart       | USC            | Quarterback                                 | 1 325  |
| 2005 | Reggie Bush        | USC            | Running back                                | 2 541  |
| 2006 | Troy Smith         | Ohio State     | Quarterback                                 | 2 540  |
| 2007 | Tim Tebow          | Florida        | Quarterback                                 | 1 957  |
| 2008 | Sam Bradford*      | Oklahoma       | Quarterback                                 | 1 726  |
| 2009 | Mark Ingram Jr.    | Alabama        | Running Back                                | 1 304  |
| 2010 | Cameron Newton     | Auburn         | Quarterback                                 | 2 263  |
| 2011 | Robert Griffin III | Baylor         | Quarterback                                 | 1 687  |
| 2012 | Johnny Manziel     | Texas A&M      | Quarterback                                 | 2 029  |
| 2013 | Jameis Winston     | Florida State  | Quarterback                                 | 2 205  |
| 2014 | Marcus Mariota     | Oregon         | Quarterback                                 | 2 534  |
| 2015 | Derrick Henry      | Alabama        | Running back                                | 1 832  |
| 2016 | Lamar Jackson      | Louisville     | Quarterback                                 | 2 144  |
| 2017 | Baker Mayfield*    | Oklahoma       | Quarterback                                 | 2 398  |
| 2018 | Kyler Murray*      | Oklahoma       | Quarterback                                 | 2 167  |
| 2019 | Joe Burrow*        | LSU            | Quarterback                                 | 2 608  |
| 2020 | DeVonta Smith      | Alabama        | Wide receiver                               | 1 856  |
| 2021 | Bryce Young        | Alabama        | Quarterback                                 | 2 311  |
| 2022 | Caleb Williams     | USC            | Quarterback                                 | 2 031  |
| 2023 | Jayden Daniels     | LSU            | Quarterback                                 | 2 029  |
| 2024 | Travis Hunter      | Colorado       | Cornerback/Wide receiver                    | 2 231  |